# St. Sebastian und Fabian (Obertopfstedt)

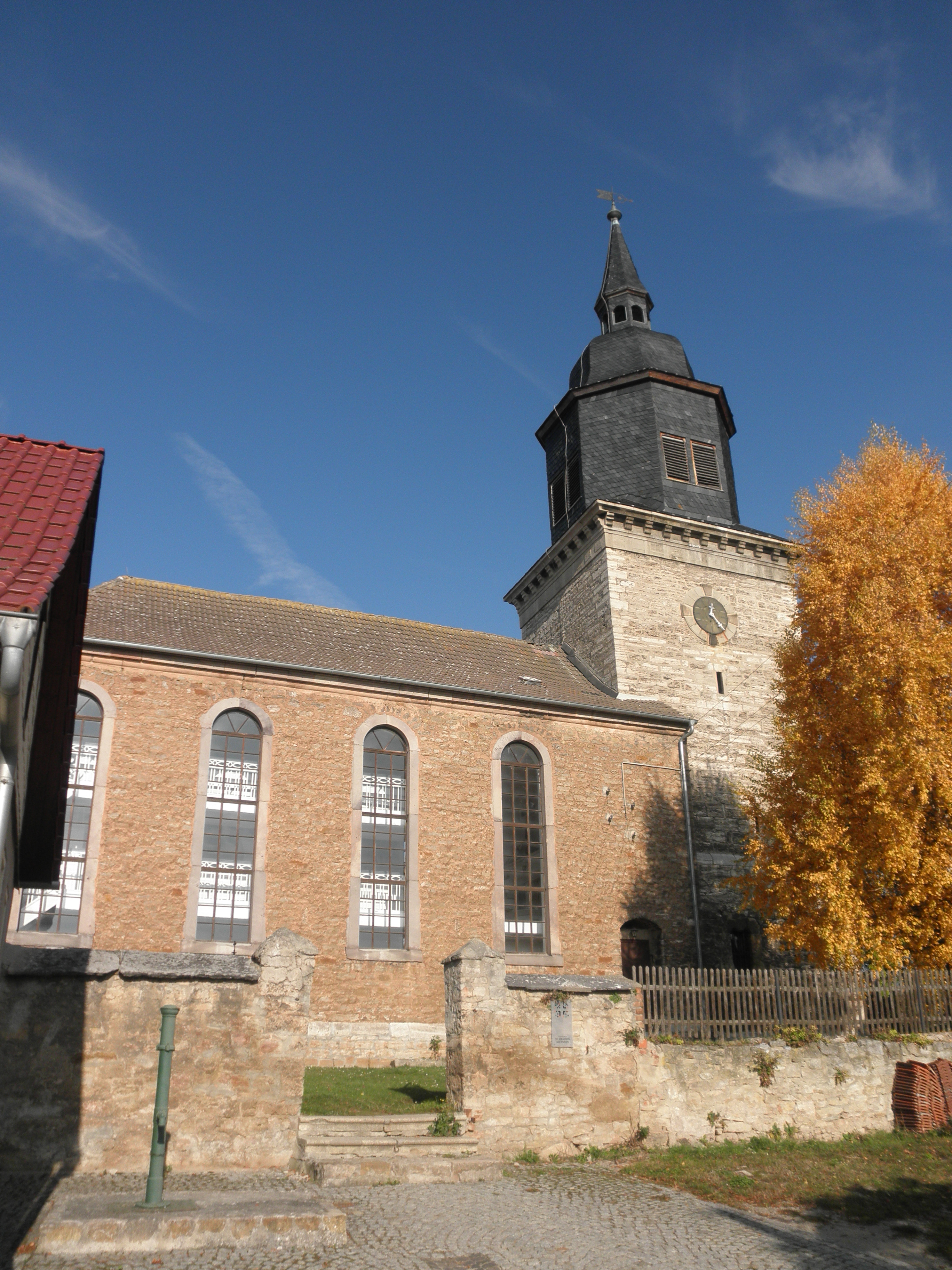
St. Sebastian und Fabian

Die evangelisch-lutherische, denkmalgeschützte Kirche St. Sebastian und Fabian steht in Obertopfstedt, einem Ortsteil von Topfstedt im Kyffhäuserkreis in Thüringen. St. Sebastian und Fabian in der Kirchengemeinde RG Straußfurt gehört zum Pfarrbereich Straußfurt im Kirchenkreis Eisleben-Sömmerda der Evangelischen Kirche in Mitteldeutschland.

## Beschreibung
Die Saalkirche wurde 1826 anstelle eines Vorgängerbaus errichtet. Die unteren Geschosse ihres Chorturms im Osten stammen aus dem 12. Jahrhundert. Er wurde im 14./15. Jahrhundert erhöht. Später erhielt der Turm über dem Dachgesims ein achtseitiges, schiefergedecktes Geschoss mit der Glockenstube. Er ist bedeckt mit einer Haube, auf der eine Laterne sitzt. An der Südseite des Turms sind spätgotische vorhangbogige Fenster erhalten. Das mit einem abgewalmten Satteldach bedeckte Langhaus hat Bogenfenster. Das Kirchenschiff hat doppelstöckige Emporen und ist mit einer Flachdecke überspannt. Die bauzeitliche Kirchenausstattung hat klassizistische Formen. Die Orgel mit sieben Registern, verteilt auf zwei Manuale und Pedal, wurde um 1850 von einem unbekannten Orgelbauer gebaut.